# Phyllanthus baeobotryoides
Phyllanthus baeobotryoides är en emblikaväxtart som beskrevs av Nathaniel Wallich och Johannes Müller Argoviensis. Phyllanthus baeobotryoides ingår i släktet Phyllanthus och familjen emblikaväxter. Inga underarter finns listade i Catalogue of Life.